# Val-d'Illiez
Val-d'Illiez es una comuna suiza del cantón del Valais, situada en el distrito de Monthey. Limita al norte con la comuna de Troistorrents, al este con Vérossaz, al sureste con Evionnaz, al sur con Champéry, y al oeste con Montriond (FR-74) y Monthey. 
La comuna hace parte de la estación de esquí de Portes du Soleil (Puertas del Sol).